# AS Soliman
Avenir Sportif Soliman (arabisch المستقبل الرياضي بسليمان), auch bekannt als AS Soliman oder einfach nur ASS, ist ein 1960 gegründeter tunesischer Fußballverein aus Soliman. Aktuell (Stand: Juli 2024) spielt der Verein in der ersten Liga. 

## Stadion
Der Verein trägt seine Heimspiele im Stade de Soliman in Soliman aus. Das Stadion hat ein Fassungsvermögen von 3000 Personen.

## Trainer
Stand: Juli 2024
| Trainer             | Nation              | von               | bis               |
| ------------------- | ------------------- | ----------------- | ----------------- |
| Noureddine Bousnina | Tunesien            | 1. Oktober 2015   | 30. Juni 2016     |
| Lotfi Jebali        | Tunesien            | 21. Juli 2018     | 12. November 2018 |
| Chaker Meftah       | Tunesien            | 14. November 2018 | 23. Januar 2020   |
| Sami Gafsi          | Tunesien            | 28. Januar 2020   | 14. Januar 2021   |
| Yamen Zalfani       | Tunesien            | 14. Januar 2021   | 30. Juni 2021     |
| Mohamed Ali Maalej  | Tunesien            | 1. Juli 2021      | 2. März 2022      |
| Chaker Meftah       | Tunesien            | 1. Juli 2021      | 28. Oktober 2021  |
| Karim Arfaoui       | Tunesien            | 28. Oktober 2021  | 1. März 2022      |
| Yamen Zalfani       | Tunesien            | 2. März 2022      | 30. Juni 2022     |
| Maher Guizani       | Tunesien            | 16. Juli 2022     | 8. Oktober 2022   |
| Saïd Saïbi          | Tunesien            | 9. Oktober 2022   | 16. November 2022 |
| Tarek Jani          | Tunesien Frankreich | 6. Dezember 2022  | 27. März 2023     |
| Ferid Ben Belgacem  | Tunesien            | 27. März 2023     | 4. April 2023     |
| Lassaad Maamar      | Tunesien            | 12. April 2023    | 17. April 2023    |
| Mohamed Tlemcani    | Tunesien            | 18. April 2023    | 11. August 2023   |
| Mohamed Ayari       | Tunesien Portugal   | 12. August 2023   | 30. Oktober 2023  |
| Anis Boujelbene     | Tunesien            | 5. November 2023  | 29. April 2024    |
| Wajdi Bouazzi       | Tunesien            | 30. April 2024    | 5. Mai 2024       |
| Fakhreddine Galbi   | Tunesien            | 6. Mai 2024       | 16. Mai 2024      |